# Abborrtjärnen (Åsele socken, Lappland, 709833-158889)
Abborrtjärnen är en sjö i Åsele kommun i Lappland och ingår i Ångermanälvens huvudavrinningsområde.